# Bartolomeo Pinelli
Bartolomeo Pinelli (født 20 november 1781 i Rom, død 1. april 1835 sammesteds) var en italiensk maler og raderer.  Han var far til Achille Pinelli.
Pinelli, der var elev af San-Luca-Akademiet i sin fødeby, har malet genrebilleder og prospekter fra Rom og omegn i akvarel, men er mere bekendt ved sine raderinger; særlig en række maleriske kostumebilleder, endvidere prospekter fra Tivoli, samt illustrationer til Vergil, Dante, Tasso, Ariosto og flere; således har han til Manzonis I promessi sposi leveret illustrationer i litografi. En tegning Morraspillere findes i Ny Carlsberg Glyptotek.